# George Villiers
George Villiers KG (Brooksby, Leicestershire, 28 d'agost de 1592 – 23 d'agost de 1628) va ser el primer Duc de Buckingham i favorit, segons alguns l'amant, del Rei Jaume I d'Anglaterra. Malgrat uns resultats polítics i militars molt discrets, seguí gaudint del favor reial durant els dos primers anys del regnat de Carles I, fins que va ser assassinat. És un dels cortesans reials més recompensats de tota la història.

## Biografia
Era fill del cavaller menor Sir George Villiers (1550–1604). La seva mare Mary (1570–1632), filla de Anthony Beaumont de Glenfield, l'envià a França amb Sir John Eliot.
George Viliers va acomplir molt bé l'entrenament disposat per la seva mare; ballava bé, era un bon esgrimista, i parlava una mica de francès. L'agost de 1614, Villiers, es deia, era l'home més fotudament educat de tota Anglaterra, va ser portat davant del rei, amb l'esperança que agradés al rei (que era homosexual), erosionant el poder del llavors favorit Robert Carr, 1r Comte de Somerset.

### Vida cortesana
Després de la presentació de Villers a Jaume, el rei s'enamorà de Villiers, anomenant-lo "el meu nen dolç i esposa" o "Si Crist va tenir el seu Joan, jo tinc a George". Les relacions personals de Jaume són un tema molt debatut, amb Villiers sent el darrer d'una llista de favorits als que Jaume concedí afecte i recompenses. L'extensió era un element sexual o una relació sexual física, que queda enmig de controvèrsia. Villers reciprocà l'amor del rei escrivint-li "Estimo la vostra persona; i estimo totes les seves parts". La restauració de Apethorpe Hall, feta entre 2004-2008, revelà un passadís desconegut que enllaçava la cambra de Villiers amb la de Jaume.
Villiers guanyà el suport d'aquells que s'oposaven al favorit actual, Robert Carr, primer Earl de Somerset, i sota el patronatge del Rei prosperà enormement. Va ser fer cavaller el 1615 com a Cavaller de Cambra, i ràpidament ascendí per la noblesa: va ser creat Baró Whaddon i Vescomte Villiers el 1616, Comte de Buckingham el 1617, Marquès de Buckingham el 1618 i, finalment, Comte de Coventry i Duc de Buckingham el 1623. Després de les reduccions de la noblesa que havien tingut lloc durant el període Tudor, Buckingham quedà com el subjecte de més alt rang aliè a la família reial. Segons els historiadors, l'atractiu de Villiers va fer que tingués una actitud arrogant i impulsiva, en tenir plena confiança en els seus encants; tot i no estar preparat per a les seves responsabilitats polítiques.
Durant la dècada de 1620, Villers adquirí York House al Strand, el carrer que enllaça la City de Londres amb Westminster. A part d'un interludi durant la Guerra Civil Anglesa, la propietat seguí en mans de la família dins que el seu fill la va vendre per £30,000 el 1672.

### Irlanda
Des de 1616, Buckingham establí una influència dominant en els afers irlandesos, començant amb el nomenament del seu client Sir Oliver Saint John com a Lord Diputat (1616-1622). Des d'allà adquirí el control sobre els aranzels de les granges irlandeses (1618), dominà el patronatge irlandès a la cort, particularment mitjançant la venda dels títols i honors irlandesos i, des de 1618, començà a construir finques importants per a si mateix a Irlanda, per a la seva família i els seus clients, amb l'ajut del lobby de la colonització, format per funcionaris clients a Dublín. Amb la mateixa finalitat, s'assegurà la creació d'un Tribunal de Custòdia irlandès el 1622. La influència de Buckingham per tant va resultar crucial per la posterior política colonitzadora a Irlanda durant la dècada de 1620.

### Relacions amb el Parlament, 1621-1624
El 1621 el Parlament inicià una investigació sobre els monopolis i d'altres abusos a Anglaterra, estenent-se posteriorment a Irlanda; en la seva primera sessió, Buckingham va afanyar-se a fer costat el Parlament per evitar les accions preses contra ell. Però la decisió del Rei a l'estiu de 1621, d'enviar una comissió d'investigació, incloent agitadors parlamentaris, a Irlanda amenaçant fer públics els cada cop majors interessos, sovint clandestins, que Buckingham tenia allà. Coneixedor d'això, a l'estiu, el rei assegurà a l'ambaixador espanyol que el Parlament no permetria posar en perill una aliança matrimonial amb Espanya, subreptíciament instigà un conflicte entre el Parlament i el rei sobre el partit espanyol, que comportà una prematura dissolució del Parlament al desembre de 1621 i travar la comissió irlandesa el 1622. Les reformes irlandeses introduïdes per Lionel Cranfield, comte de Middlesex, el 1623-1624 van ser majorment anul·lades per la moció de censura i desgràcia del pacífic Lord Tresorer al violent Parlament anti-espanyol de 1624, impulsat per Buckingham i el Príncep Carles.

### Afers exteriors
El 1623, Buckingham acompanyà a Carles I, llavors Príncep de Gal·les, a Espanya, per unes negociacions matrimonials amb la Infanta Maria. Les negociacions, encara que feia molt de temps que estaven embussades, es creu que la ximpleria de Buckingham va ser clau pel col·lapse absolut de l'acord; l'ambaixador espanyol demanà al Parlament que Buckingham fos executat per la seva traïció a Madrid, però Buckingham guanyà popularitat cridant a la guerra contra Espanya al seu retorn. Encapçalà noves negociacions matrimonials però quan, el 1624, s'anuncià el compromís amb Enriqueta Maria de França, l'elecció d'una catòlica va ser àmpliament condemnada. La popularitat de Buckingham encara caigué més quan va ser culpat pel fracàs de l'expedició militar sota el comandament de Ernst von Mansfeld, un famós mercenari alemany, enviat al continent el 1625 per reconquerir el Palatinat; que pertanyia a Frederic V del Palatinat, fillol del rei Jaume I d'Anglaterra. Però quan el Duc de York esdevingué Carles I, Buckingham va ser l'únic de la cort de Jaume que va mantenir la seva posició.
Buckingham encapçalà el 1625 una expedició per tal de repetir les accions de Sir Francis Drake, assaltant el principal port espanyol a Cadis i cremant la seva flota a port. Tot i que el pla era tàcticament ortodox, el desembarcament va ser més a munt de la costa i les seves estaven mal equipades, mal entrenades i eren indisciplinades. En arribar a un magatzem, van emborratxar-se i l'atac va cancel·lar-se. L'exèrcit anglès ocupà breument un petit port a la costa abans de reembarcar-se.
A això seguí que Buckingham encapçalà l'exèrcit i la marina al mar per interceptar un carregament de plata que provenia d'Amèrica. Però els espanyols van ser advertits per la seva intel·ligència i van aconseguir evitar l'emboscada. Amb pocs subministraments i els homes malalts i morts de gana, la flota torna avergonyida a Anglaterra.
A continuació Buckingham negocià amb el Primer Ministre francès, el cardenal Richelieu, perquè naus angleses ajudessin a Richelieu en la seva lluita contra els hugonots francesos, a canvi de l'ajut francès contra l'ocupació espanyola del Palatinat. Set vaixells anglesos participaren en operacions contra La Rochelle i al Setge de Saint-Martin-de-Ré (1625), però el Parlament estava disgustat davant la perspectiva que protestants anglesos lluitessin contra protestants francesos. El pla només alimentà els temors que hi havia catòlics a la cort. El mateix Buckingham, creient que el fracàs de la seva empresa era causa de la traïció de Richelieu, formulà una aliança entre els molts enemics de l'eclesiàstic, una política que va incloure el suport als hugonots als que havia combatut recentment.

#### Guerra amb Àustria, França i Espanya
Quan els Comuns intentaren acusar-lo pel fracàs de l'Expedició de Cadis (1625) i de la batalla de Dessau al Palatinat, el Rei va dissoldre el Parlament al juny per evitar el processament.

### Mort
El 1627 Buckingham encapçalà un nou fracàs: una temptativa d'ajudar els seus nous aliats hugonots assetjats a La Rochelle, encapçalant el Setge de Saint-Martin-de-Ré (1627). Va perdre més de 4.000 homes d'una força de 7.000. Mentre que es trobava a Portsmouth organitzant una segona campanya pel 1628, va ser apunyalat fins a la mort al Greyhound Pub el 23 d'agost. Va viure prou per aconseguir aixecar-se i cridar "Villà!" i intentà perseguir el seu assassí, però va caure mort; l'assassí era John Felton, un oficial que l'exèrcit que va ser deixat de costat per Buckingham per una promoció. Felton va ser penjat aquell mateix octubre.
Buckingham va ser enterrat a l'Abadia de Westminster, sent la primera persona aliena a la família reial en ser enterrada a Westminster. La seva tomba està propera a la del rei Jaume I. A la làpida hi ha una inscripció en llatí que es podria traduir com a "L'Enigma del Món".

## A la ficció
Un Buckingham fictici és un dels personatges de la novel·la Els tres mosqueters d'Alexandre Dumas (pare), que el mostra com l'amant d'Anna d'Àustria i mostra el seu assassinat per Felton.
A la novel·la El capitán Alatriste d'Arturo Pérez-Reverte, Buckingham apareix breument en la seva expedició a Espanya el 1623 amb Carles I.
També és un personatge central a les novel·les Earthly Joys de Philippa Gregory, i Charles, The King, d'Evelyn Anthony. També apareix a l'episodi The Church and the Crown, de la sèrie Doctor Who, en la que encapçala una avortada invasió francesa d'Anglaterra el 1626, interpretat per Marcus Hutton. És un personatge clau a la novel·la Darling Jasmine, de Bertrice Small; així com a la novel·la The Arm and the Darkness, de Taylor Caldwell, com l'aliat anglès buscat pels Hugonots per ajudar la seva ciutat refugi, La Rochelle, contra el setge ordenat i dirigit pel cardenal Richelieu, el primer ministre de Lluís XIII de França. Com a George Villiers, Buckingham apareix com un personatge principal a l'obra Anne Boleyn de Howard Brenton (2010), com a company als jocs sexuals del rei Jaume I.
El Duc de Buckingham és un personatge històric molt controvertit. Tot i que paradoxalment Alexandre Dumes escriu en termes positius sobre ell a "Els tres mosqueters", per l'altre costat el novel·lista i historiador anglès Charles Dickens no s'esforça a amagar el rebuig que li provocava el Duc al seu llibre "Una Història d'Anglaterra per Nens". Afirma que, com que el Rei Carles I encarregà al Duc de Buckingham (aquell insolent sobrevingut) perquè portés la promesa reial, la Princesa Enriqueta Maria de França, de París a Anglaterra, Buckingham, "amb la seva habitual audàcia", va fer l'amor a la reina de França, Anna d'Espanya, creant un seriós conflicte diplomàtic que dona avantatge al Cardenal Richelieu. Posteriorment, "aquell pestilent Buckingham, per tal de satisfer la seva vanitat ferida", llançà a Anglaterra a la guerra amb França, així com amb Espanya.
I Dickens comenta: "Per aquestes causes i aquestes criatures miserables a vegades tenen lloc les guerres". Lluny de lamentar l'assassinat de Buckingham, Dickens va concloure que "estava destinat a fer d'aquest món un lloc una mica més dolent".

## Casament i família

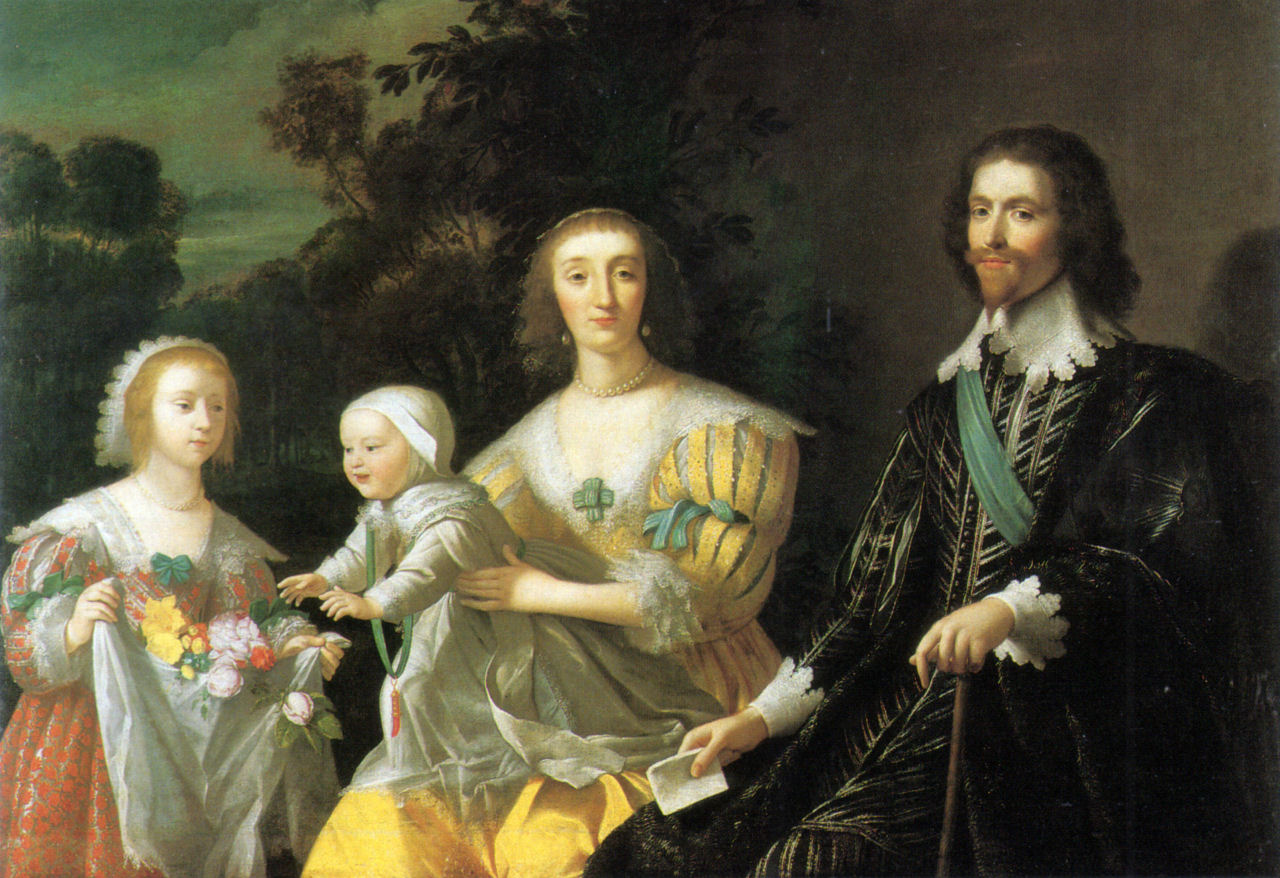
Buckingham amb la seva esposa Katherine Manners, i els seus fills Mary i George, 1628.

Buckingham es casà amb la filla del Comte de Rutland, Lady Katherine Manners, després suo jure Baronessa de Ros, el 16 de maig de 1620. Tant ella com el seu pare havien plantejat objeccions al casament, però van haver d'accedir després que ella pernoctés una nit "sota el mateix sostre" amb el favorit. Tot i que segurament no va passar res, ella es va convèncer que potser el més prudent era casar-se amb ell. Buckingham estava content d'oferir valuosos monopolis reials a la seva família:
1. Mary Villiers (1622-Novembre de 1685)
2. Charles Villiers, Marquès de Buckingham, (17 de novembre de 1625-16 de març de 1627)
3. 'George Villiers', 2n Duc de Buckingham, (30 de gener de 1628-16 d'abril de 1687)

La filla de Buckingham, Lady Mary Villiers, va ser l'esposa del Royalist James Stewart, duc de Richmond. Richmond era el net del Duc de Lennox dels Seigneurs d'Aubigny Stuarts. El seu fill gran, Charles, va morir sent un infant i el títol va ser heretat pel seu fill petit, George.